# أسماء الفلبين

شعار الأمة يظهر اسمها الرسمي باللغة الفلبينية، إحدى لغاتها الرسمية.

اسم الفلبين (بالإسبانية: Filipinas)‏ مشتق من ملك إسبانيا فيليب الثاني في القرن السادس عشر، وهو شكل مبتور من جزر الفلبين (بالإنجليزية: Philippine Islands). منح البحار الأسباني برناردو دي لا توري، أثناء رحلة روي لوبيز دي فيلالوبوس إلى المنطقة، اسم جزر الفلبين (بالإسبانية: Las Islas Filipinas) على جزيرتي ليتي وسامار، تكريمًا لأمير أستورياس (وريث العرش الإسباني). ومع وجود أسماء أخرى، تم اعتماد الفلبين (بالإسبانية: "Filipinas") في النهاية كاسم للأرخبيل بأكمله.
ومع ذلك، فقد تغير الاسم الرسمي على مدار تاريخ الفلبين، فخلال الثورة الفلبينية، أطلقت الدولة على نفسها رسميًا اسم جمهورية الفلبين (بالإسبانية: República Filipina)، والتي يشار إليها الآن باسم جمهورية الفلبين الأولى. ومنذ فترة الحرب الأمريكية الإسبانية والحرب الفليبينية الأمريكية حتى فترة كومنولث الفلبين، أشارت السلطات الاستعمارية الأمريكية إلى الفلبين باسم جزر الفلبين (بالإنجليزية: Philippine Islands)، وهي ترجمة مباشرة للغة الإسبانية الأصلية. وخلال الفترة الأمريكية بدأ يظهر اسم الفلبين (Philippines)، وهو الاسم الذي تم اعتماده رسميًا.

## أسماء تاريخية

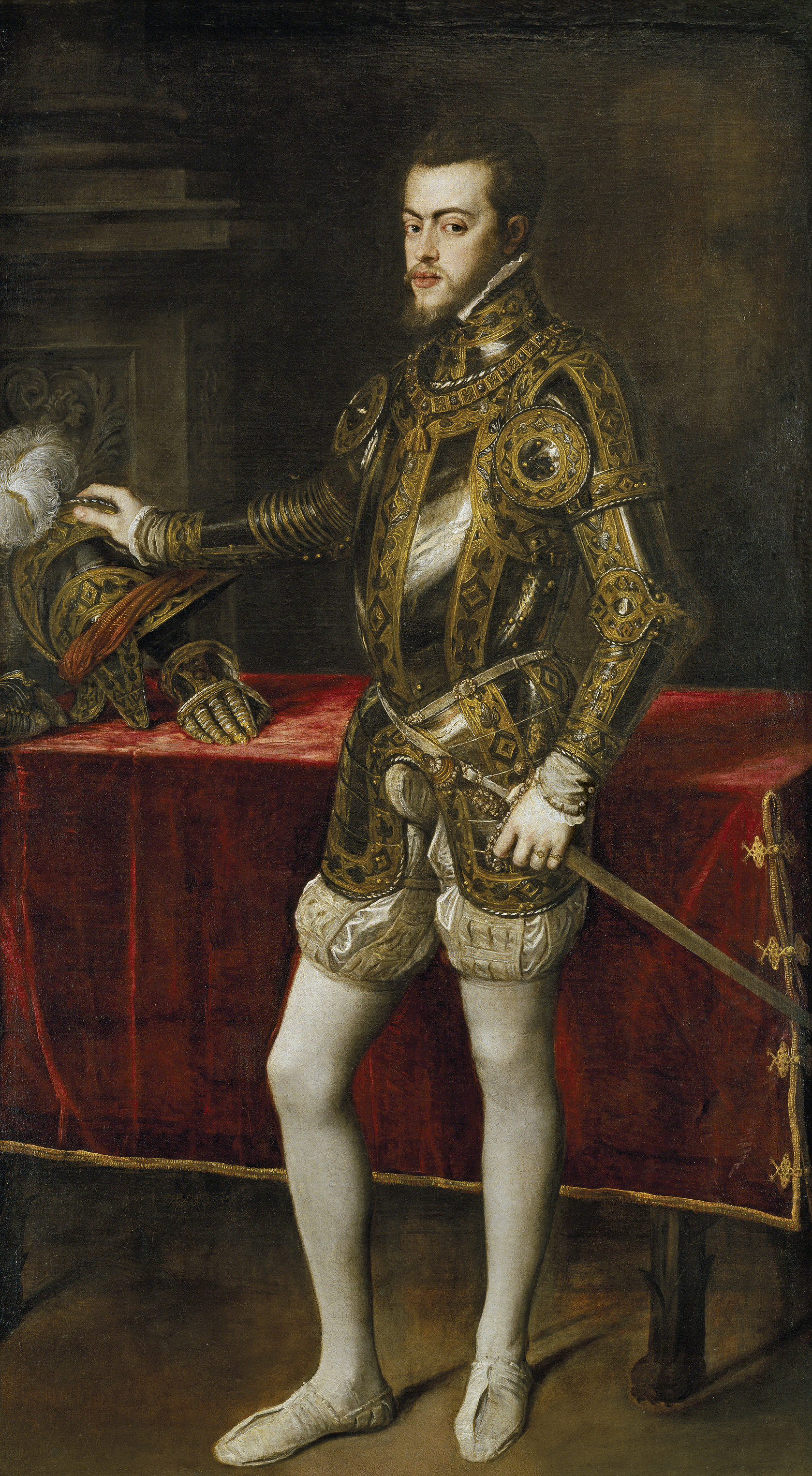
تم تسمية الفلبين في أواخر القرن السادس عشر على اسم فيليب، أمير أستورياس (1527-1598)، والذي صار فيما بعد فيليب الثاني ملك إسبانيا ومناطق أخرى (1556-1598).

بالإضافة إلى الفلبين، فإن أرخبيل أي بلد ما له تاريخيًا العديد من الأسماء الأخرى.
- ما-آي ("Ma-i"). وفقًا لكتاب تشو فان تشي (诸蕃 志)، لمؤلفه تشاو روجوا (趙汝 适) والذي كُتب في القرن الثالث عشر تقريبًا خلال عهد أسرة سونغ، فقد سميت مجموعة من الجزر الموجودة في جنوب بحر الصين الجنوبي باسم Ma-i (ما-آي) (麻 逸، بلغة بينيين: Máyì). تم غزو مجموعات الجزر لاحقًا وإعادة تسميتها وتحديدها من قبل الأسبان لتكون جزيرة ميندورو.[4] كما أثبت فرديناند بلومينتريت ذلك أيضًا في كتابه الصادر عام 1882، محاولة لدراسة الإثنوغرافيا في الفلبين (بالألمانية: Versuch einer Ethnographie der Philippinen) أن ما-آي كان الاسم المحلي الصيني لميندورو الحالية.[5] من ناحية أخرى، زعم المؤرخون أن ما-آي لم تكن جزيرة، ولكنها كانت كل مجموعات جزر جنوب بحر الجنوب ومانيلا نفسها،[6] والتي كانت معروفة بأنها مستوطنة صينية بالخارج كانت على اتصال دائم مع البر الرئيسي الصيني في وقت مبكر من القرن التاسع الميلادي.[7]

- ما-آي تتكون من الجزر الثلاث (三洲) وهي مجموعة من الجزر: كيا-ما-ين (卡拉棉، جزر كالاميان)، وبالاواناج و (巴拉望، بالاوان) وبا كي-نانج (布桑加، بوسوانجا).

- وبصرف النظر عن الجزر الثلاث، فإن ما-آي تتكون أيضًا من جزر باي-بو-ين (巴布延، جزر بابويان)، وبو-ليثيوم لو (波利略، جزيرة بوليلو)، وليم كيا تونغ (林加 延 ، لينغاين)، وليو سونغ (呂宋، لوزون) ولي-بان (盧邦، جزيرة لوبانج). قيل أن هذه الجزر لديها اتصالات مع تجار صينيين من كانتون (غوانغدونغ) منذ 982 ميلادي.

- ليوسونغ ("Liusung") هو الاسم الذي أطلقه الصينيون على جزيرة لوزون الحالية. نشأ من كلمة لوسونغ التاغالوغية، وهي عبارة عن ملاط خشبي يستخدم لطحن الأرز. وعندما أنتج الإسبان خرائط للفلبين في أوائل القرن السابع عشر، أطلقوا على الجزيرة اسم لوسونيا التي سميت فيما بعد باسم لوزونيا، ثم لوزون.

- جزر القديس لازاروس (بالإسبانية: Las islas de San Lázaro). تم تسميتها من قبل فرناندو ماجلان في عام 1521 عندما وصل إلى جزر هومونهون في سامار (الآن سامار الشرقية) في يوم عيد القديس لعازر.[10]
- جزر بونينتي (بالإسبانية: Las islas de Poniente) والذي يعني جزر في الغرب. اسم آخر أطلقه فرناندو ماجلان في عام 1521 عندما علم أن جزر القديس لازاروس تضمنت أيضًا جزر سيبو وليتي.[11] ومع ذلك، زعمت مصادر مختلفة أن ماجلان لم يكن هو الذي أعاد تسمية المنطقة، بل مؤرخيه. جاء الاسم من حقيقة أنه تم الوصول إلى الجزر من إسبانيا في طريق يقترب من الجزء الأيسر من الكرة الأرضية. على العكس من ذلك، دعا البرتغاليون الأرخبيل جزر إلى الشرق (بالبرتغالية: Ilhas do oriente) (جزر إلى الشرق) لأنهم وصلوا إلى الجزر من شرق البرتغال في أواخر أربعينيات القرن الخامس عشر.[12]

- أشار البرتغاليون إلى جزيرة لوزون بأكملها باسم جزر Luções (بالبرتغالية: luções ilhas)، أو جزر لوزون.
- كانت مينداناو تسمى سابقًا جزر ليكويوس سيليبس (بالبرتغالية: ilhas de Liquíos Celebes) بسبب وجود بحر سيليبس جنوب مينداناو.

- جزر الفلبين / الجزر التابعة لفيليب (بالإسبانية: Las islas Felipinas). قام روي لوبيز دي فيلالوبوس بتسميته عام 1543 إلى سامار وليتي، تكريمًا لأمير أستورياس، فيليب الثاني ملك إسبانيا.[14][15]

- قيساريا كارولي هو الاسم الذي أطلقه فيلالوبوس على جزيرة مينداناو عندما وصل إلى البحر بالقرب منها. سمي هذا على اسم شارل الخامس للإمبراطورية الرومانية المقدسة (الأول من إسبانيا).
- أعاد فيلالوبوس تسمية جزيرة سارانجاني الجنوبية باسم أنطونيا، تكريمًا لأنطونيو دي مندوزا إي باتشيكو، نائب الملك في إسبانيا الجديدة الذي كلف ببعثة فيلالوبوس إلى الفلبين.
- كما أطلق فيلالوبوس على المنطقة الساحلية بين جزيرتي سامار وليتي اسم تندايا.

- جزر الفلبين (Las islas Filipinas)، أو ببساطة الفلبين. صار الفساد العامي في Las islas Filipinas؛ اسمًا للأرخبيل بشكل لا رجعة فيه.[10]
- لؤلؤة المشرق / لؤلؤة بحار الشرق (بالإسبانية: Perla de oriente / Perla del mar de oriente) هو لقب الفلبين. نشأ المصطلح من فكرة للمبشر اليسوعي الأسباني الأب خوان جيه ديلجادو عام 1751.[20] وفي قصيدته الأخيرة Mi último adiós، أشار خوسيه ريزال إلى البلاد بهذا الاسم.[21] في مراجعة عام 1960 نشيد الفلبين الوطني، تم تضمين النسخة التاغالوغية من هذه العبارة كترجمة من اللغة الإسبانية الأصلية.[22]

- جزر الفلبين (بالإنجليزية:Philippine Islands). كان هذا هو الشكل الإنجليزي للاسم الإسباني الأصلي، والذي استخدم تحت الحكم الأمريكي المباشر وعصر الكومنولث اللاحق.[23]

### المتنازع عليها
- مانيولاس. بحسب الأب فرانسيسكو كولين في عام 1663، وهو رجل دين يسوعي ومؤرخ مبكر للفلبين، فقد كان اسم مانيولا هو الاسم الذي استخدمه بطليموس للإشارة إلى مجموعة الجزر الواقعة جنوب الصين (أي. لوزون).[24][25] اقتبس كولين من كتابات بطليموس متحدثًا عن جزر مانيولاس، والتي ربما تكون مانيلا. تم دعم هذه النظرية من قبل خوسيه ريزال وبيدرو أ. باتيرنو. كما قال ريزال أيضًا إنه تم تسجيل الدولة في خرائط بطليموس عندما أخبره بحار يدعى هيبالوس بوجود «جزر جميلة» في جنوب شرق الشرق الأقصى.[13][26] ومع ذلك، رفض ترينيداد باردو دي تافيرا هذه الفكرة في كتابه عام 1910، ملاحظات عن رسم الخرائط الفلبينية (بالإسبانية: Notas para una cartografia de Filipinas).[27]
- باروساي. إلى جانب اسم مانيولاس يوجد باروساي الذي اقتبس أيضًا من بطليموس. يُعتقد أن باروساي هي فيساياس مع مينداناو، وبالتالي، هي تشكل غالبية الأرخبيل الفلبيني الآن.[28][29] لكن بعض العلماء حددوا باروساي مع باروس في سومطرة.[30][31]
- عوفير (بالعبرية: אוֹפִיר) هي منطقة من الجزر المذكورة في الكتاب المقدس، مشهورة بثرواتها. تشير الروايات إلى أن الملك سليمان كان يتلقى ثروات المنطقة كل ثلاث سنوات. وعند ظهور المسح البحري للمستعمرات الإسبانية في آسيا في أوائل القرن السابع عشر، كتب الدومينيكاني غريغوريو غارسيا أن عوفير كانت موجودة بالفعل في جزر الملوك والفلبين.[32] وفي عام 1609 كتب خوان دي بينيدا مجموعة متنوعة من المؤلفات المتعلقة بالحسابات التوراتية لسليمان وعوفير والجزر. قال رئيس الوزراء السابق بيدرو أ. باتيرنو في أحد أعماله عن علم الإنسان التخميني أن عوفير هي الفلبين لأن الخشب المعطر الذي حصل عليه سليمان من عوفير موجود أيضًا في الجزر.[27] ومع ذلك، تم رفض هذه الفكرة لاحقًا من قبل المؤرخين المعاصرين باعتبارها مجرد تلميح ولمقارنة موقف الفلبين بالاقتصاد الإسباني مع موقف عوفير بمملكة سليمان - حيث جلب الاكتشاف والاستعمار المفاجئ للجزر الثروة والازدهار إلى المملكة.[33]
- تاواليسي، كانت مملكة قديمة في جنوب شرق آسيا وصل إليها المستكشف ابن بطوطة. لقد وصل إلى المملكة عندما غادر سومطرة وتوجه نحو الصين. ووفقًا للروايات التاريخية للمستكشف، فقد التقى بأرودوجا، وهي أميرة محاربة أسطورية من بانغاسينان. ومع ذلك، وفقًا لويليام هنري سكوت، فإن تاواليسي وأميراتها المحاربة أرودوجا هما «خيال خيالي رائع».[34]

## الأسماء المقترحة
- هارينغ بايانغ كاتاغالوغان ("Haring Bayang Katagalugan") ومعناه أمة تاغالوغية ذات سيادة. اسم اقترحه اندريس بونيفاسيو للأمة الفلبينية، يُقصد أن تحكمه جمهورية تغالوغ (جمهورية تاجالوجان) 1896 - 1897، مع عدم الاعتراف بها من قبل الفلبينيين غير التاجالوجيين. وجه الاسم عارًا بسبب دلالات الإقليمية. زعم أحد المؤرخين أن استخدام بونيفاسيو لكلمة «كاتاغالوغان» لم يكن يهدف إلى إهانة المجموعات العرقية الأخرى لأن الكلمة نفسها تعني «شعب النهر»، من كلمة "taga-ilog"، والتي من المفترض أن تمثل أسلاف المحيطات لجميع المموعات العرقية الفلبينية.[35] استخدم هذا الاسم لاحقًا من قبل ماكاريو ساكاي لحكومته 1902–1906 التي قمعها الأمريكيون.[36][37]
- كباتيران ("Kapatiran")، ومعناه الإخوة، أو ما يعادله كاتيبونان ("Katipunan") ومعناه «التجمع».[38]
- لوزفيميندا ("Luzviminda"). هذا لفظ منحوت من المقاطع الأولى من مجموعات الجزر الرئيسية الثلاث في البلاد: لوز. في ساياس مينداناو. تم تبديل المصطلح أحيانًا مع Luzvimindas، بسبب المطالبة الإقليمية لبلدة في شرق صباح في بورنيو.
- ماهارليكا ("Mahárlika") (بالسنسكريتية: (महर्द्धिक)، «رجل حر»[39]). كان مصطلح ماهارليكا هو مصطلح تغالوغي شائع للمحررين في الفلبين ما قبل وصول الإسبان، وليس للعائلة المالكة.[39] كانت الماهارليكا أكبر قطاع في المجتمع، وتضم المحاربين والحرفيين والفنانين وغيرهم.[40] على عكس الحكام، لم يشترك الماهارليكا في السياسة.[41] في عام 1978، أيد الرئيس والديكتاتور فرديناند ماركوس مشروع قانون مجلس النواب الذي يفرض إعادة تسمية البلاد إلى ماهارليكا تحت الحكم العسكري.[42] زعم ماركوس أن ماهارليكا كان اسم قوة حرب العصابات التي زُعم أنه قادها خلال الحرب العالمية الثانية. وقد تم إثبات ذلك لاحقًا على أنه هذيان وتلفيق منه، مثلما شهد تحقيق الجيش الذي «لم يجد أي أساس» لمزاعم الديكتاتور الراحل.[43] لقد ذكر إدي إيلارد، الذي قدم مشروع القانون، خطأً[44] أن ماهارليكا يبينها الملوك وترجم خطأً هذا المصطلح على أنه «المخلوق بنبل».[44] وفي كتاب مفردات اللغة التاغالوغية ("Vocabulario de la lengua tagala")، يُترجم المصطلح إلى «العبد الذي عومل على أنه حر» (alipin na itinuring na malaya).[45] لاحظ المؤرخون أنه في بعض الروايات، المصطلح يعني «القضيب الكبير» أو «الأعضاء التناسلية الذكرية الكبيرة».[46][44] لم يتم تمرير مشروع القانون لأن العديد من الجماعات العرقية اعتبرت المصطلح «إمبرياليًا بطبيعته».[38] تم إحياء الاقتراح من قبل الرئيس الشعبوي رودريغو دوتيرتي في فبراير 2019،[47] ولكن تم إسقاط الاسم بعد شهر.[48] لا تزال الحكومة تدعم تغيير الاسم، مع عدم تحديد اسم جديد بعد.[48]
- ماليزيا ("Malaysia") اقترح السياسيون الفلبينيون تبني هذا الاسم الدولة. تم تقديم مشروع قانون في مجلس الشيوخ عام 1962 لتغيير اسم الفلبين إلى ماليزيا، لكن قادة الحركة القومية لدولة ماليزيا حديثة تبنوا الاسم بينما كان مشروع القانون في الكونغرس.[49]
- ريزاليا ("Rizalia"). سميت على اسم المواطن الفلبيني خوسيه ريزال،[50] بطريقة مشابهة لبوليفيا التي سميت على اسم سيمون بوليفار.[38]

- جمهورية ريزالينا ("República Rizalina"). اقترح الجنرال الثوري السابق أرتيميو ريكارتي، أثناء نفيه في اليابان، الاسم وصاغ بالفعل دستورًا لهذه المحاولة لتشكيل حكومة ثورية. تم دفع المصطلح من قبل العديد من الفلبينيين المؤيدين لريزال، ومع ذلك، فقد اُنتقد المصطلح نفسه من قبل الكثيرين لأن ريزال لم يكن مؤيدًا لاستقلال الفلبين خلال الثورة الفلبينية ضد إسبانيا لأنه كان يعتقد أن الفلبين «لم تكن مستعدة بعد» للانفصال عن «إسبانيا الأم». ومع ذلك، يتفق المؤرخون من خلال الوثائق التاريخية التي ظهرت على السطح على أن ريزال «يؤمن بالحق الأعلى للثورة» لكنه «لم يعتقد ذلك في الوقت المناسب عام 1896، واعتبر الشعب والبلد غير مستعدين لذلك».

### أساس تغيير الاسم
منذ التسمية الرسمية للدولة بالفلبين تحت الحكم الاستعماري الأمريكي، وحتى قبل ذلك باسم الفلبين (أو أسماء مشابهة) تحت الحكم الاستعماري الإسباني، كان السبب الرئيسي لتغيير اسم البلاد دائمًا هو «الانفصال عن الاستعمار». لم يتم بعد تحديد اسم مدعوم من الحكومة بشكل كلي، ومع أنه تم اقتراح كلمة لعموم الملايو تعكس هوية جزيرة الأمة باعتبارها أكثر ملائمة، أو كلمة مرتبطة بالأرخبيل في فترة ما قبل الإسبان في حينما امتاز بالإبحار وبناء القوارب.

## بلغات أخرى

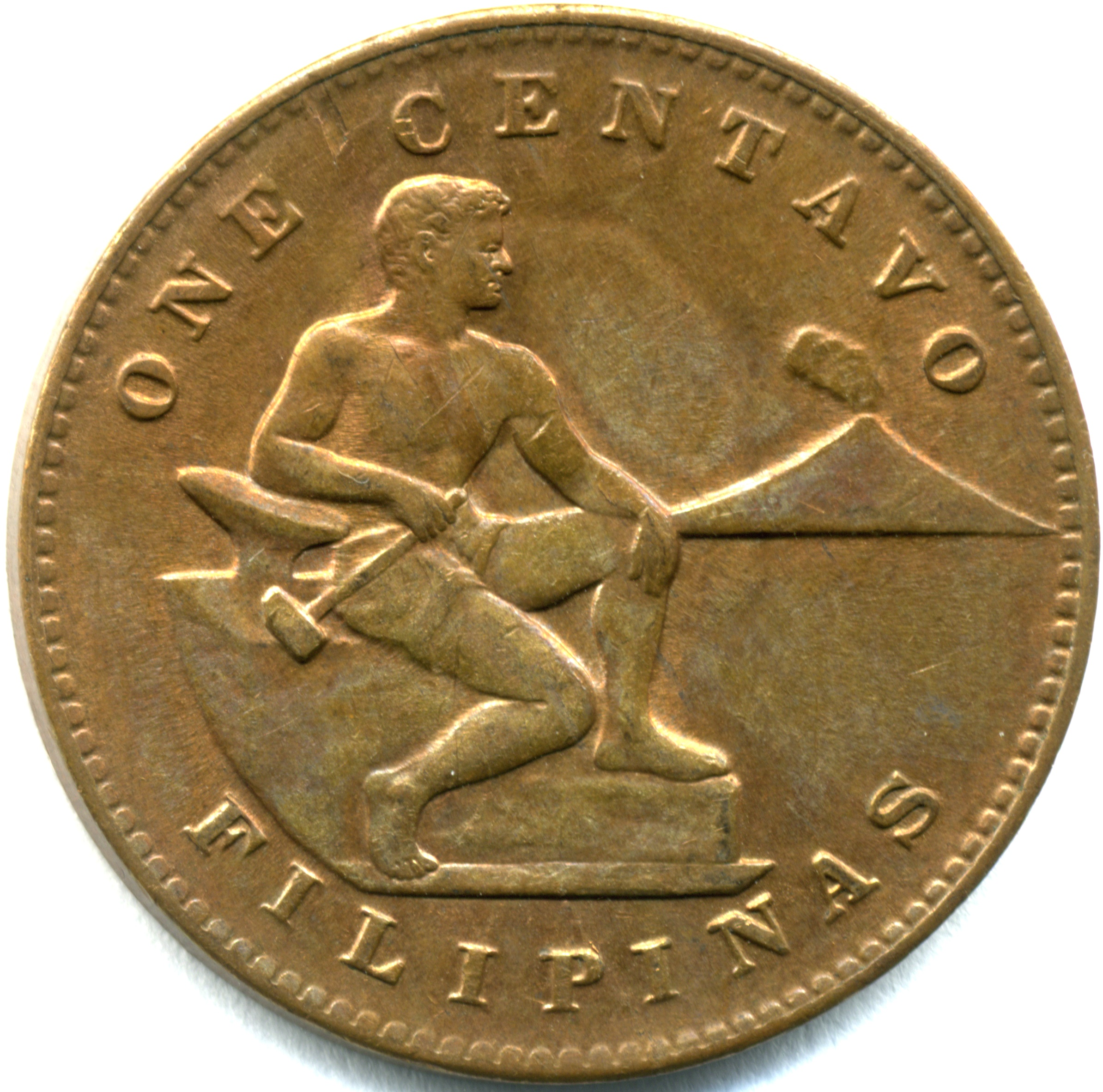
وجه عملة سنتافو واحدة عام 1944. اسم "Filipinas" (فليبيني) مطبوع على الخاتم السفلي

ينص دستور عام 1987 على أن اللغتين الفلبينية والإنجليزية هما اللغتان الرسميتان للفلبين. لا يحتوي الدستور على بند يحدد على وجه التحديد الاسم الرسمي للبلد؛ ومع ذلك، يتم استخدام "Republic of the Philippines" (جمهورية الفلبين) باستمرار في جميع أحكامه (باللغة الإنجليزية). تنص المادة 14، القسم 8 من الدستور أيضًا على إصدار الدستور باللغة الفلبينية ولكن لا توجد مثل هذه النسخة الرسمية الفلبينية. إن "Republika ng Pilipinas" هو الاسم الفعلي للبلد المستخدم في الفلبين. عندما يقف اسم البلاد وحده باللغة الإنجليزية، فإنه يُسبقه دائمًا ال التعريف الإنجليزية The. ومع ذلك، فإن مقالة التعريف ang لا تسبق الاسم في السياقات الفلبينية.
عرفت البلاد طوال تاريخها باسم Filipinas. وفي الثلاثينيات من القرن الماضي، قدم الباحث لوبي ك. سانتوس أبجدية أباكادا لكتابة تاغالوغ والتي لم تعد تستخدم الحرف F لأن هذا الصوت كان غائبًا وعادة ما يتم نطقه من قبل المتحدثين بعدة لغات فلبينية باسم "P". لقد انتشرت أبجدية أباكادا بعد ذلك إلى اللغات الفلبينية الأخرى التي كانت تستخدم أنظمة الإملاء على الأساس الأبجدية الإسبانية (abecedario). وهكذا، فقد تم الترويج لشكل Pilipinas ودخل حيز الاستخدام العام. تحث لجنة اللغة الفلبينية والفنان الوطني الفلبيني، فيرجيليو س. ألماريو، على استخدام Filipinas كاسم رسمي للبلد ليعكس أصلها وتاريخها، وأن يكون شاملًا لجميع اللغات في البلد الذي يحتوي على الفونولوجيا ‎/f/‏ ممثلًا حرفًا من حروف اللغة هو F في الأبجدية الفلبينية الحالية. في العديد من اللغات الفلبينية مثل التاغالوغ، يتم استخدام اسم Pilipinas؛ بينما تستخدم بعض اللغات الأخرى، بما في ذلك لغة إيلوكانو ولغة تشاباكانو، Filipinas.
في الاجتماعات الدولية، يظهر عادةً الاسم الإنجليزي فقط لتعريف الفلبين (على سبيل المثال، عندما تكون هناك اجتماعات في الأمم المتحدة أو رابطة دول جنوب شرق آسيا). يكون هذا هو التقليد أيضًا حتى لو تم عقد الاجتماع داخل الفلبين. غالبًا ما يعتمد اسم البلد في اللغات الأخرى على (بالإسبانية: Filipinas)‏ أو (بالإنجليزية: Philippines)‏، كلاهما متجذر في النهاية من الاسم اللاتيني (باللاتينية: Philippinae)‏.